# NGC 332
NGC 332 è una galassia lenticolare situata nella costellazione dei Pesci.
Fu scoperta il 22 ottobre 1886 da Lewis Swift.